# Great Western Highway
Der Great Western Highway ist eine Fernverkehrsstraße im Osten des australischen Bundesstaates New South Wales. Sie verbindet die Harris Street / Regent Street in Ultimo in der Innenstadt von Sydney mit dem Mid-Western Highway, dem Mitchell Highway, der Bathurst-Ilford Road und der O’Connell Road in Bathurst.

## Verlauf
Die Straße beginnt als Broadway an der Harris Street / Regent Street westlich des Hauptbahnhofes in Sydneys Stadtteil Ultimo, führt nach Westen und wird zur Parramatta Road. Im Stadtteil Summer Hill nimmt sie den von Westen kommenden Hume Highway (Liverpool Road, S31) auf. Und biegt nach Nordwesten ab. In Five Dock nimmt sie den von Osten kommenden City West Link (Met-4) auf und biegt wieder nach Westen ab. Ab Homebush läuft der Western Motorway (Met-4) nördlich des Great Western Highway parallel nach West-Nordwesten bis nach Parramatta. Dort biegen beide Straßen wieder nach Westen ab.
In Eastern Creek queren beide Straßen an den WestLink (M7) und kurz vor Penrith an der Northern Road (Met-9). Der Great Western Highway durchzieht die Stadt und quert unmittelbar danach den Nepean River. Auf dessen Westufer, in Emu Plains, mündet der Western Motorway (Met-4) wieder ein.
Weiter verläuft die Straße durch die Blue Mountains. Vorbei an Katoomba und Lithgow quert der Highway die Great Dividing Range und endet in Bathurst. Von dort führt der Mitchell Highway (R32) nach Nordwesten, der Mid-Western Highway (R24) nach Westen, die Bathurst-Ilford Road nach Norden und die O’Connell Road nach Südosten.

## Nummerierung
- von Sydney-Zentrum bis Summer Hill
- keine Nummerierung von Summer Hill bis Five Docks
- von Five Dock bis Homebush
- von Homebush bis Emu Plains
- von Emu Plains bis Bathurst